# 米契·加佛
米歇爾·林恩·加佛（英語：Mitchell Lynn Garver，1991年1月15日—），為美國職棒大聯盟的捕手，目前效力於西雅圖水手。他先前曾效力於雙城與遊騎兵兩隊。

## 職業生涯

### 明尼蘇達雙城
2013年美國職棒大聯盟選秀，雙城在第九輪選進加佛。加佛以一年升一級的速度穩定攀升，2016年季中，他成功升上3A。他也在球季結束後進入球隊的40人名單。
2017年8月19日，加佛登上大聯盟。他在隔日便敲出大聯盟首安。整季他的打擊率為1成96，並打回3分打點。2018年4月5日，加佛敲出大聯盟首轟，並在5月成為球隊的主力捕手。整季他的打擊率為2成68，並敲出7轟。
2019年5月14日，加佛與大谷翔平在本壘攻防戰發生碰撞，導致加佛左腳踝扭傷退場。儘管他該年只出賽93場比賽，但他卻敲出31轟與67分打點，打擊率為3成11，最終他順利拿下銀棒獎。
2020年，加佛因為傷勢僅出賽23場比賽，整季打擊率僅有1成67。2021年7月27日，他和老虎的Eric Haase在同場比賽敲出滿貫砲，寫下大聯盟唯一一場雙方捕手都在同場比賽敲出滿貫砲的罕見紀錄。

### 德州遊騎兵
2022年3月12日，雙城將加佛交易到遊騎兵，換來埃西亞·凱納-法雷法和Ronny Henríquez。7月，他因為右前臂撕裂動了手術而導致球季提前結束。整季他的打擊率僅有2成07，並敲出10轟與24分打點。

### 西雅圖水手
2023年12月28日，加佛與水手簽下2年2,400萬美元的合約。

## 個人生活
加佛目前已婚，他的妻子在加佛登上大聯盟後不久便在俄勒岡州立大學拿到獸醫學學位。兩人目前育有1子。

## 外部連結
- 球員資訊和成績在MLB ，ESPN ，Retrosheet ，Baseball Reference ，Baseball Reference (Minors) ，Fangraphs ，The Baseball Cube （英文）